# Colliot (Automarke)

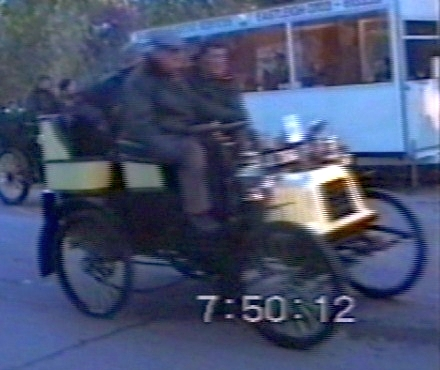
Colliot von 1901

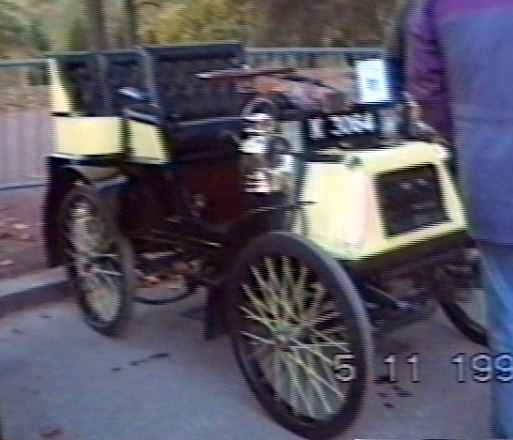
Colliot von 1901

Colliot war eine französische Automarke.

## Unternehmensgeschichte
Das Unternehmen Deliry & Fils begann 1900 in Soissons mit der Produktion von Automobilen. 1902 endete die Produktion.

## Fahrzeuge
Das einzige Modell besaß einen V2-Motor, der je nach Quelle 4 PS oder 4,5 PS leistete. Das Getriebe verfügte über vier Gänge. Die Antriebskraft wurde über eine Kette an die Hinterachse übertragen. Zur Wahl standen zwei- und viersitzige Aufbauten, letztere in Tonneauform. Der Zweisitzer wog 320 kg und die Höchstgeschwindigkeit wurde mit 30 km/h angegeben.
Ein Fahrzeug dieser Marke ist erhalten geblieben. Es trägt das britische Kennzeichen K 3064. Lange Zeit waren Marke und Hersteller dieses Fahrzeugs unbekannt. Am 23. März 1996 bot das Auktionshaus Brooks dieses Fahrzeug auf einer Auktion an, es wurde aber trotz eines Gebots über 34.000 DM nicht verkauft. Bei diesem Fahrzeug sorgt ein Einbaumotor von De Dion-Bouton für den Antrieb. Es ist unklar, ob das Unternehmen solche Einbaumotoren als Option anbot, oder ob das Fahrzeug später umgebaut wurde. Dieses Fahrzeug nimmt gelegentlich am London to Brighton Veteran Car Run teil.